# Last Kiss
Last Kiss è una canzone scritta nel 1961 da Wayne Cochran e suonata dal gruppo Wayne Cochran & the C.C. Riders, sebbene la loro versione della canzone non ebbe un grande successo.

## Ispirazione del testo
Si crede che Cochran basò la canzone su un incidente nel quale morirono molti giovani e altri due furono feriti gravemente dopo uno scontro della loro auto con un camion. La sedicenne Jeanette Clark era fuori per un'uscita a Barnesville, Georgia il 22 dicembre 1962, l'ultimo sabato prima di Natale. Era con il suo gruppo di amici su una Chevrolet del 1954. J. L. Hancock, anche lui sedicenne, era alla guida su una autostrada molto trafficata e si schiantò contro un camion; Jeanette e l'autista morirono assieme ad altri giovani, mentre due furono gravemente feriti. Per tale motivo si crede che Cochran dedicò la canzone a Jeanette Clark, ma questa non può essere la fonte d'ispirazione giacché la canzone è stata registrata nel 1961, ben prima dell'incidente.

## Versione dei J. Frank Wilson and the Cavaliers'
Nel 1964 J. Frank Wilson & the Cavaliers ebbero il primo successo commerciale con la canzone. La cover fu pubblicata a giugno e raggiunse la Top 10 in ottobre. Raggiunse, infine, la seconda posizione nella Top 40 della musica pop e donò alla band un disco d'oro

## Cover internazionali
- Negli anni '60 la rock band peruviana Los Doltons, interpretò la canzone in spagnolo e raggiunse la prima posizione nelle chart delle radio peruviane.
- Il cantante colombiano Alci Acosta realizzò una versione che divenne una hit nel suo paese a metà degli anni '60.
- La canzone fu rifatta nel tardo 1973 dalla band canadese Wednesday, raggiungendo la seconda posizione in Canada e la trentaquattresima negli USA
- Nei primi anni '90, la cantante rock Gloria Trevi incluse una versione spagnola estesa sul suo primo album e divenne popolare nelle radio messicane.

## Versione dei Pearl Jam
La canzone fu registrata anche dai Pearl Jam, divenendo il singolo di maggior successo della band, vendendo circa 700 000 copie. L'idea di realizzare una cover venne ad Eddie Vedder che trovò un vinile della canzone in un negozio di antiquariato a Seattle. Convinse la band a suonarla durante lo Yield Tour; la band, infine, registrò la canzone e nel 1998 la incluse nel singolo di Natale.
Nell'anno seguente la cover iniziò ad essere mandata in onda dalle stazioni radio e arrivò rapidamente nella rotazione musicale di tutto lo stato. Dalla richiesta popolare della cover, i Pearl Jam pubblicarono un singolo della canzone e i ricavi furono devoluti in beneficenza per i rifugiati della guerra del Kosovo. La canzone fu anche inclusa sulla compilation No Boundaries: A Benefit for the Kosovar Refugees.
La cover raggiunse la seconda posizione della Billboard Hot 100. Riguardo alla canzone, il chitarrista Stone Gossard dichiarò:
I Pearl Jam inclusero Last Kiss sull'album di b-sides Lost Dogs e anche nella compilation Rearviewmirror: Greatest Hits 1991-2003.
Una performance live della canzone può essere trovata sul box set Live at the Gorge 05/06.

### Formati e tracklist
- Compact Disc Single (USA, Austria, Giappone e Sudafrica)
  1. "Last Kiss" (Wayne Cochran) – 3:15
  2. "Soldier of Love" (Buzz Cason, Tony Moon) – 2:54
    - Registrata dal vivo a Washington il 19 settembre 1998.
- 7" Vinyl Single (USA e Regno Unito)
  1. "Last Kiss" (Cochran) – 3:15
  2. "Soldier of Love" (Cason, Moon) – 2:54
    - Registrata dal vivo a Washington il 19 settembre 1998.
- Cassette Single (USA)
  1. "Last Kiss" (Cochran) – 3:15
  2. "Soldier of Love" (Cason, Moon) – 2:54
    - Registrata dal vivo a Washington il 19 settembre 1998.